# Euxesta mitis
Euxesta mitis är en tvåvingeart som beskrevs av Charles Howard Curran 1931.
Euxesta mitis ingår i släktet Euxesta och familjen fläckflugor. Inga underarter finns listade i Catalogue of Life.